# Kris Slater
Kris Slater (ur. 17 października 1981 w Phoenix, zm. 19 kwietnia 2021 w Los Angeles) – amerykański aktor filmów pornograficznych, model i fotograf.

## Życiorys

### Wczesne lata
Urodził się w Phoenix w stanie Oregon. Miał brata bliźniaka. Występował na scenie od najmłodszych lat w Ashland na Festiwalu Szekspirowskim. Po ukończeniu szkoły średniej Phoenix High w Phoenix w stanie Oregon, dołączył do armii i piechoty kawalerii powietrznej. Spędził następne dwa lata na służbie w armii w Schofield Barracks na Hawajach. Projektował grafikę i pracował w sieci. Opuścił armię po wypadku śmigłowca, w którym zginęło siedem osób. Stamtąd przeniósł się do Los Angeles.

### Kariera
W wieku 21 lat rozpoczął pracę jako aktor filmów dla dorosłych. Jako wielki fan mistrza świata w surfingu Kelly Slatera przyjął pseudonim Kris Slater. Debiutował w filmie Fallen Angel Amateur Angels 7 (2002) w reż. Luca Wyldera z udziałem Steve’a Holmesa w scenie seksu z Pason. Brał udział w realizacjach Elegant Angel, Evil Angel, Digital Playground, Hustler, Wicked, New Sensations, Naughty America, Pink Visual i Penthouse.
W 2005 zatrudnił Scotta Hoovera jako swojego menadżera i publicystę. W styczniu 2006 uruchomił witrynę internetową KrisSlater.com. Uczestniczył w Adult Entertainment Expo w Las Vegas. Pracował jako model reklamując bieliznę Calvina Kleina.
Jim Wynorski zaangażował go do głównej roli Ryana w horrorze fantasy Dom na lubieżnym wzgórzu (House on Hooter Hill, 2007). Ponadto wystąpił w filmach m.in.: VCA Pictures Miłość i kule (Love and Bullets, 2004) z Ginger Lynn jako nagi gość swobodnych obyczajów na przyjęciu, Digital Playground Piraci (Pirates, 2005) jako Manuel Valenzuela, Vivid Entertainment Diabeł w pannie Jones (The Devil in Miss Jones, 2005) w reż. Paula Thomasa jako chłopak na kiblu, All Media Play Not the Bradys XXX: Marcia, Marcia, Marcia! (2008) jako Greg, New Sensations Video Scrubs a XXX Parody (2009) jako Tedd, All Media Play Not the Bradys XXX: Pussy Power! (2009) jako Greg i Sex Line Sinema CSI: Miami: A XXX Parody (2010) jako seryjny zabójca.

## Życie prywatne
W czasie pobytu na Hawajach poznał swoją przyszłą żonę aktorkę porno Pason, którą poślubił 29 kwietnia 2001 i brał z nią udział w produkcjach filmowych. Jednak doszło do rozwodu. Spotykał się z Dani Woodward i Nicole Sheridan (2005). W 2007 ożenił się z Erin Moore, z którą miał czworo dzieci.

## Nagrody
| Rok  | Nagroda   | Kategoria                     | Film                                  | Inni wykonawcy                                                                               |
| ---- | --------- | ----------------------------- | ------------------------------------- | -------------------------------------------------------------------------------------------- |
| 2006 | AVN Award | Najlepsza grupowa scena seksu | Squealer (2005), reż. Jack the Zipper | Audrey Hollander, Smokie Flame, Otto Bauer, Kimberly Kane, Scott Lyons, Jassie i Scott Nails |
| 2006 | AVN Award | Najlepsza oralna scena seksu  | Squealer (2005), reż. Jack the Zipper | Audrey Hollander, Smokie Flame, Otto Bauer, Kimberly Kane, Scott Lyons, Jassie i Scott Nails |